# 山本鈴美香
山本鈴美香（日语：／ Yamamoto Sumika，1949年6月17日—），日本漫畫家。女性。出身於山梨縣鹽山市（現甲州市）。代表作是《網球甜心》。

## 經歷
1949年，山本鈴美香出生於山梨縣鹽山市（現甲州市），成長於埼玉縣浦和市（現埼玉市）。畢業於埼玉縣立浦和西高等學校。1970年自武藏野美術短期大學商業設計系畢業後。1971年，她以作為漫畫家出道。1973年，以網球為主題的漫畫《網球甜心》開始在少女漫畫雜誌《週刊瑪格麗特》上連載，不僅在女性讀者群中，而且在男性讀者群中也獲得了爆發性人氣。作品長期連載至1980年，並多次改編成動畫和電視劇。她的另一部長篇作品是《七海黃金鄉》，故事背景設定在16世紀的歐洲。
約1981年，她隨家人搬到了鹽澤市，並成為了新興宗教「神山會」的巫女。此後，由於健康狀況不穩定，她不再出現在媒體或寫作，而是專注於宗教活動和休養，並成為神山會的教祖，但由於其官方網站已經消失，目前尚不清楚該組織近年來的活動情況。此外，自2020年起，神山會不再註冊為宗教法人，因此它可能已經解散並不再存在。

## 作品列表
集英社
-  1972年10月20日 ISBN 978-4088501055
-   1973年6月20日 ISBN 978-4088501215
- 《網球甜心》（全18冊） 1973年8月25日－1980年6月25日
-  1978年5月1日 ISBN 978-4086120708
  - 《H@0！前所未聞!!》

- 《七海黃金鄉》（已出版7冊／未完） 1977年4月20日－1977年5月20日

小學館
- 《白蘭青風》（未完） 1983年11月1日 ISBN 978-4091784612
- 《愛的黃金率》（未完） 1983年12月1日 ISBN 978-4091784711

學研Plus
- 《MU》1985年5月號附錄《山本鈴美香靈視畫 召喚勝利的諏訪大社龍神》海報

## 腳註

## 相關項目
- 少女漫畫
- 武蔵野美術大學人物列表（日语：武蔵野美術大学の人物一覧）